# Hochschule für Gestaltung Schwäbisch Gmünd
Die Hochschule für Gestaltung Schwäbisch Gmünd (HfG Schwäbisch Gmünd) ist eine rein auf das Gebiet Gestaltung spezialisierte Hochschule für angewandte Wissenschaften in Schwäbisch Gmünd, die vier Bachelorstudiengänge und einen Masterstudiengang anbietet. Sie ist Gründungsmitglied im 2022 errichteten Promotionsverband der Hochschulen für angewandte Wissenschaften Baden-Württemberg.
Die Einflüsse des Bauhauses und der Hochschule für Gestaltung Ulm sind prägend für die Lehrauffassung der HfG.

## Geschichte

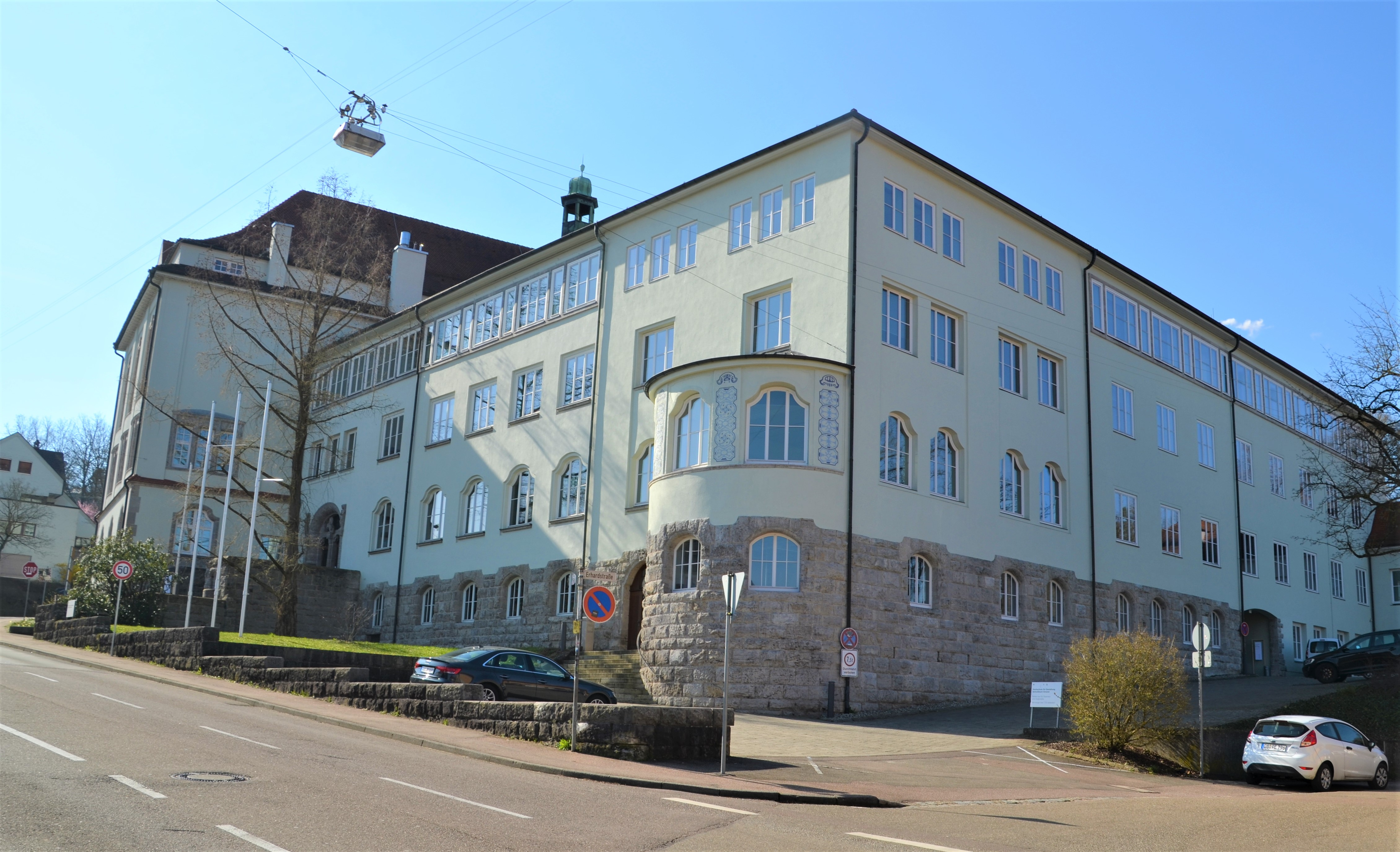
Gebäude der HfG Schwäbisch Gmünd (Elsaesserbau) von Nordosten

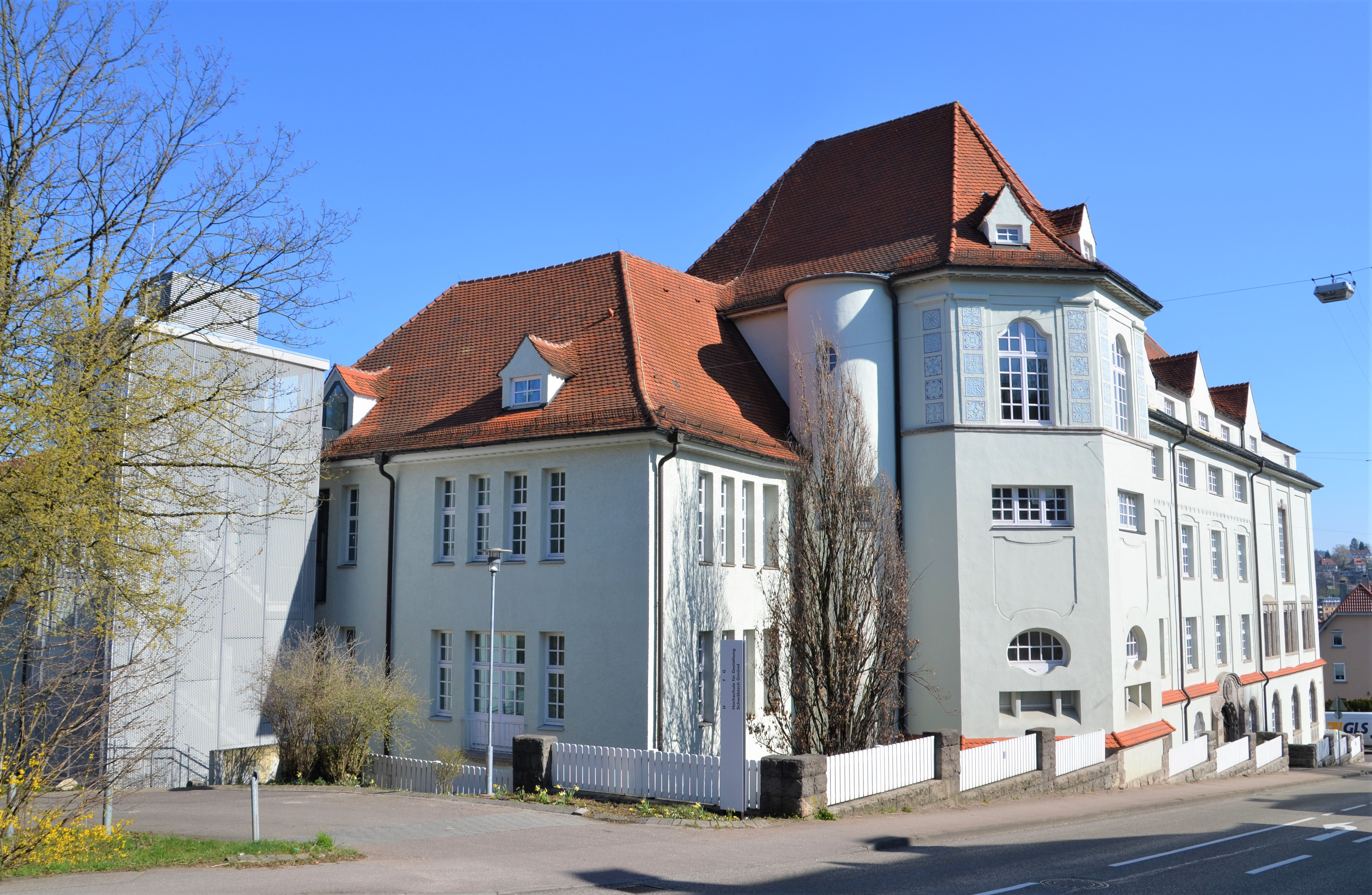
Ansicht von Südwest

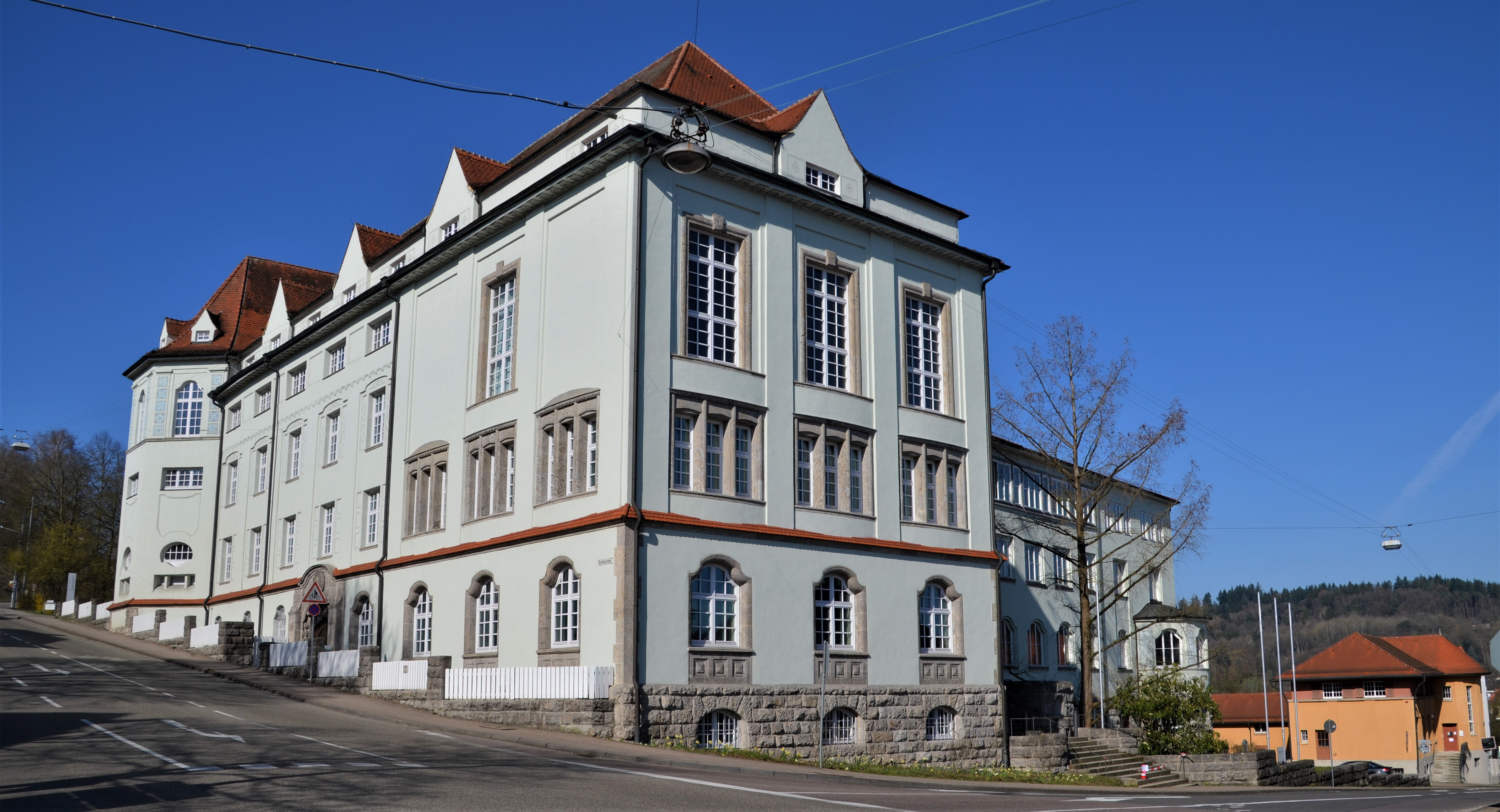
Ansicht von Südosten, im Hintergrund das Nebengebäude

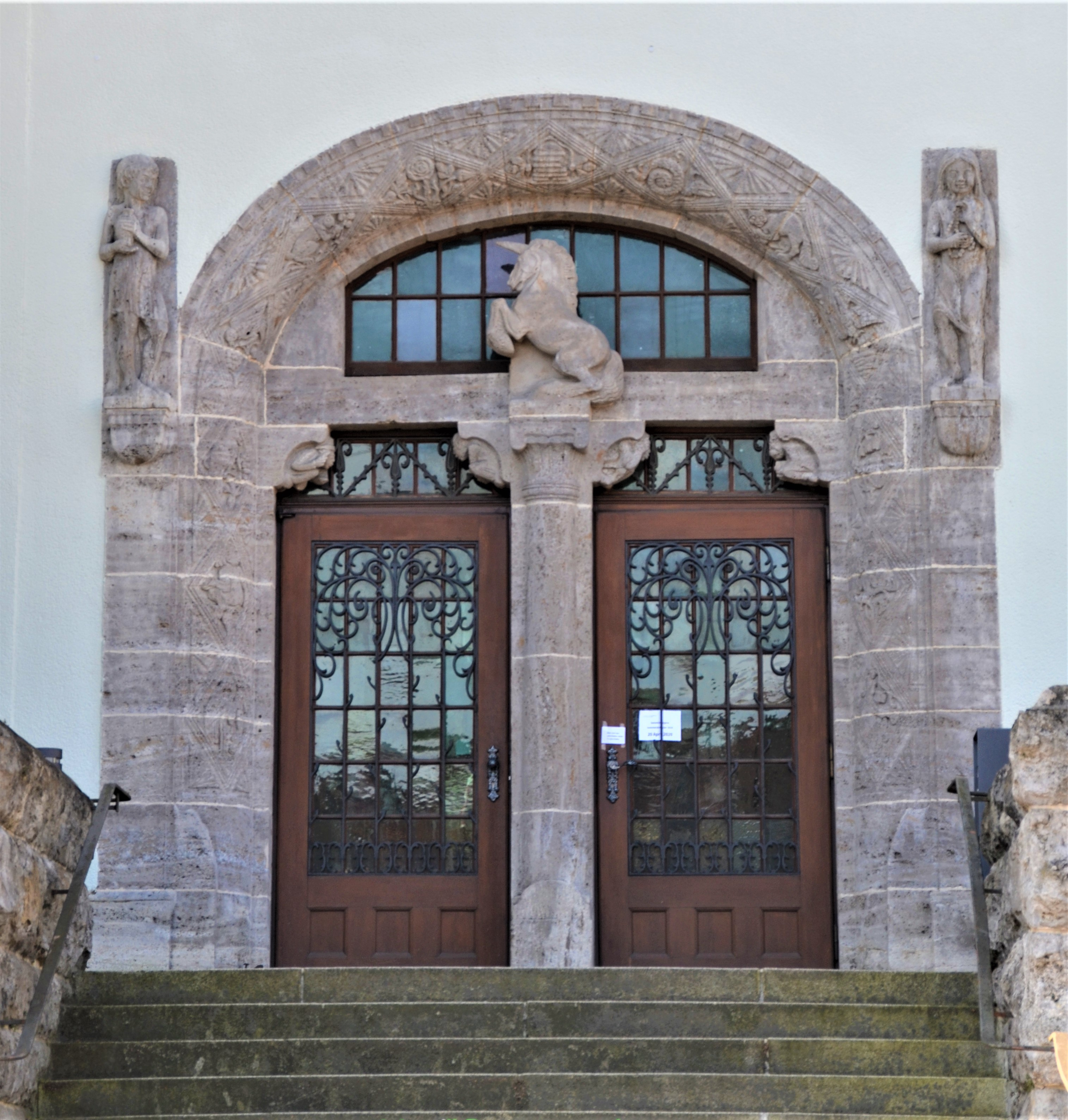
Haupteingang

### Hochschulgeschichte
Die Geschichte der Hochschule reicht in das Jahr 1776 zurück, als eine Zeichenschule gegründet wurde, der 1828 mit beginnender Industrialisierung eine Gravierklasse angegliedert wurde. Aus der ehemaligen Zeichenschule ging 1860 eine Gewerbeschule mit eigener Fachabteilung für Gold- und Silberschmiede hervor. 1909 kam es zur Herauslösung der Königlichen Fachschule für Edelmetallindustrie. Sie bezog das neu errichtete Gebäude des Architekten Martin Elsaesser im Südwesten der Kernstadt, das heute noch Standort der Hochschule ist. Das Programm des damaligen Direktors Walter Klein stand in Einklang mit dem Fortschrittsbestreben von Hermann Muthesius, dem Mitbegründer des Deutschen Werkbundes.
Der Erste Weltkrieg sorgte 1914 für einen jähen Rückgang der Schülerzahlen. Die Schule erholte sich jedoch schnell von den Kriegswirren. Die Schule erhielt 1923 eine neue Verfassung und wurde durch einen Anstoß des Deutschen Werkbundes 1924 zur Staatlichen Höheren Fachschule für Edelmetallindustrie. Daraufhin kam es zu Einflüssen durch Bauhaus-Größen wie Josef Albers, Lászlo Moholy-Nagy und Wilhelm Wagenfeld. Schon zwei Jahre später wurde die erste „Klasse für Industrielle Formgebung“ eingerichtet – unter dem Eindruck einer Reise des Direktors Walter Klein nach Dessau. Nach Ende des Zweiten Weltkrieges erfolgte 1950 eine Umbenennung zur „Staatlichen Höheren Fachschule für Edelmetallgewerbe“. Zwei Jahre später wurde die „Klasse für Industrielle Formgebung“ durch den neuen Schulleiter Walter Lochmüller wieder aufgenommen und avancierte zu einer der namhaftesten ihres Fachbereiches. 1960 wurde die Klasse zur Abteilung für Formgebung ausgebaut.
1965 folgte die Umwandlung in die Staatliche Werkkunstschule Schwäbisch Gmünd. Nach der bisher betont handwerklichen Ausrichtung folgte eine starke Konzentration auf gestalterische Fragen. Es wurden Studiengänge für Industriedesign, Grafikdesign und Schmuckdesign eingerichtet. Sie bildeten die Grundlage für die 1971 entstandene Fachhochschule für Gestaltung, deren erster Rektor Karl Dittert wurde. Er übernahm die Aufgabe, die Hochschule weg von künstlerischen hin zu gestalterischen Programmen zu führen, das sich auf das Ausbildungskonzept der Hochschule für Gestaltung Ulm bezieht. Die Vorgängereinrichtungen waren mit ihrem Lehrangebot noch deutlich an der örtlichen Gewerbestruktur orientiert, wohingegen der Bildungsauftrag der Fachhochschule bereits überregional zu sehen war.
1987 wurde der Schwerpunkt „Medien“ im Studiengang Visuelle Kommunikation eingeführt. Im Wintersemester 1989 wurde der Schwerpunkt Digitale Medien eingeführt, aus dem 2007 der heutige Studiengang Interaktionsgestaltung hervorging. Seit 2005 führt die Hochschule für Gestaltung im Englischen den Zusatz University of Applied Sciences.
Aufgrund der stetig wachsenden Studierendenzahl der Hochschule wurde eine räumliche Vergrößerung mit dem Bezug des Neubaus auf dem Gamundia-Areal zwischen Bahnhof Schwäbisch Gmünd und Stadtgarten geschaffen.

### Elsaesserbau (Rektor-Klaus-Straße 100)

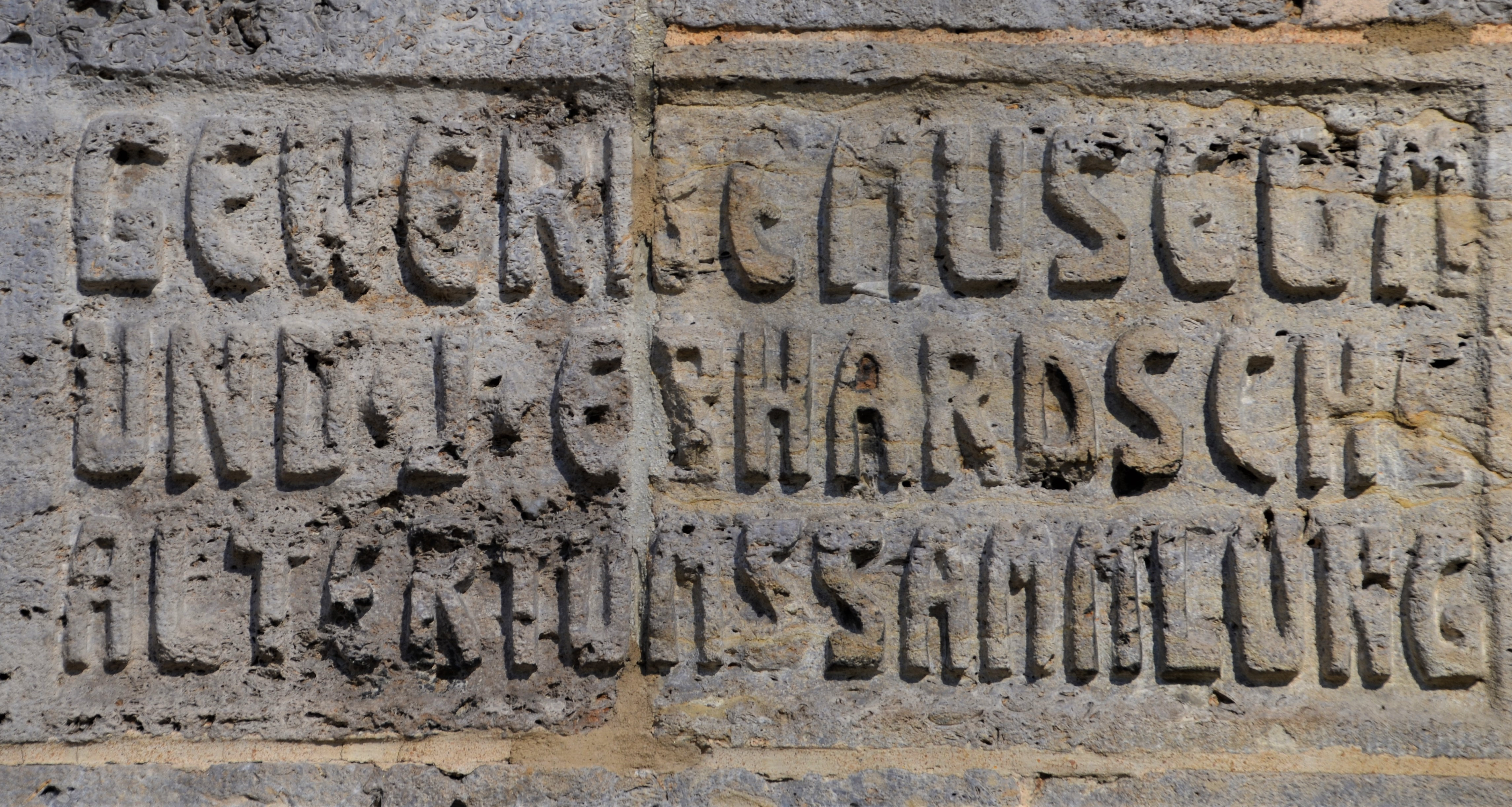
„Gewerbemuseum und J. Erhardsche Altertumssammlung“, Eingang an der Südfassade

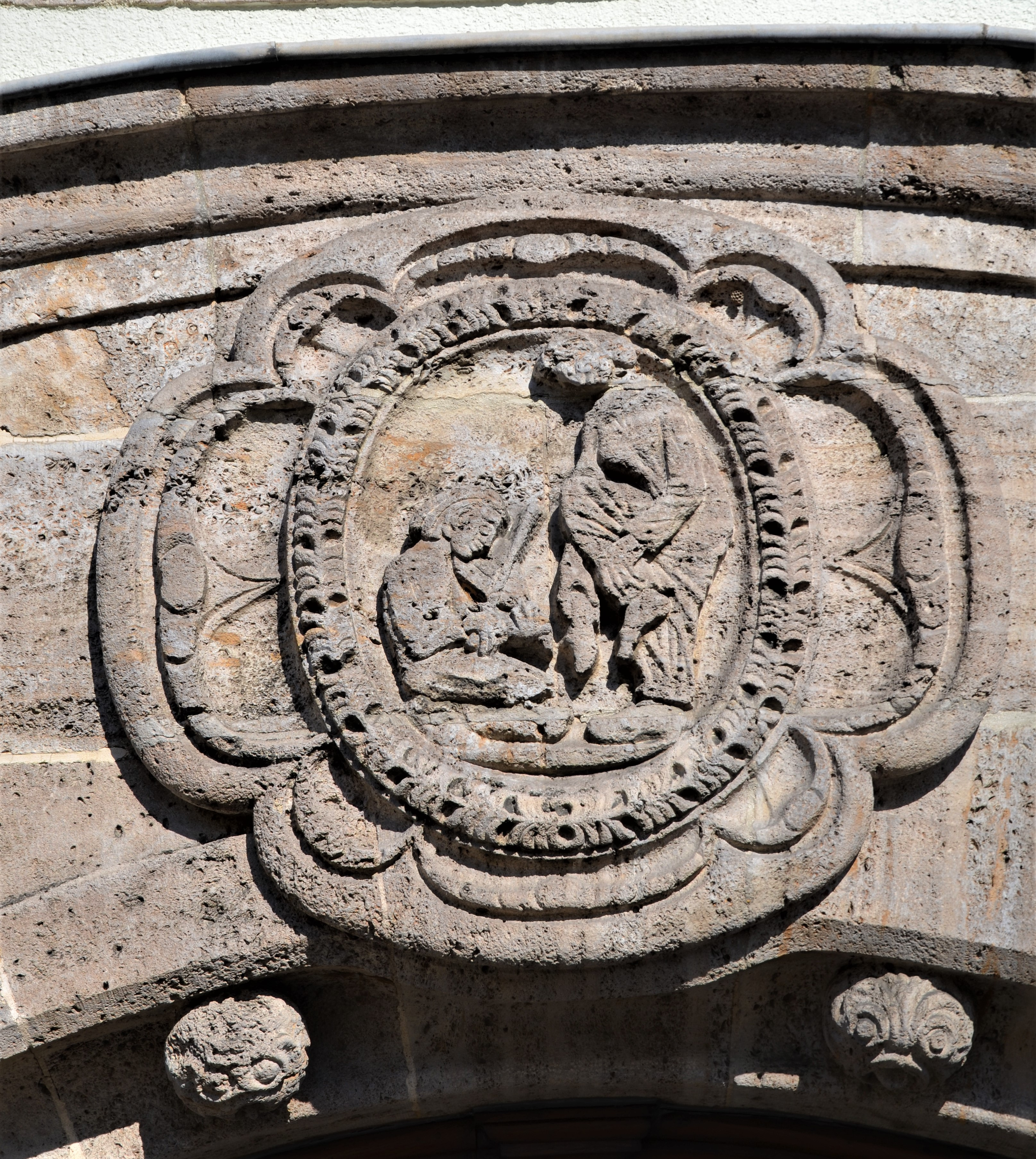
Relief am Eingang an der Südfassade

Der Bau wurde unter anderem auf Forderung des Rektors Walter Klein angestrengt. Der Gemeinderat der Stadt Schwäbisch Gmünd beschloss 1906, das Gewerbemuseum und die „Erhardsche Altertumssammlung“ an einen möglichen Neubau anzugliedern. Es wurde dazu ein passendes Gelände am damaligen Stadtrand in Hanglage zugewiesen. Den darauf folgenden öffentlichen Architektenwettbewerb, bei dem 132 Entwürfe eingingen, gewann der junge Architekt Martin Elsaesser. Die Innenausstattung des Juli 1909 eingeweihten Baus wurde vor allem durch Franz Mutzenbecher, Jakob Brüllmann sowie Jakob Wilhelm Fehrle besorgt. Mehrere Ausbaustufen wurden von Elsaesser zwischen 1923 und 1954 verwirklicht. Den Entwurf zur erfolgten Aufstockung lieferte er kurz vor seinem Tod, die Umsetzung erlebte er nicht mehr. 1968 ging der Museumflügel an die Hochschule über.
1955 und 1992 kam es zu Innenrenovierungen, 1987 zu Renovierungen am Äußeren.
Während der Bauarbeiten zum 100-jährigen Jubiläum wurden Mängel an dem denkmalgeschützten Bau festgestellt, was eine umfassende Sanierung des Elsaesserbaus von 2010 bis 2014 zur Folge hatte. In zwei Bauabschnitten wurden alle Flächen-, Struktur- und Funktionsdefizite beseitigt sowie Fenster und Dämmung erneuert, um den Energieverbrauch des Gebäudes zu verringern. Unter Berücksichtigung des Denkmalschutzes wurde der Elsaesserbau an die Anforderungen eines modernen Studienbetriebes einer Hochschule angepasst. Neben der Kernsanierung und der technischen Modernisierung wurde bei der Umsetzung darauf Wert gelegt, die ursprünglichen Gebäudefunktionen des Jugendstilbaus zum Vorschein zu bringen. Nach Beendigung der umfassenden Sanierungs- und Modernisierungsarbeiten und der Wiederaufnahme des Lehrbetriebs wurde das Stammhaus am 9. Juli 2015 feierlich vom Ministerium für Finanzen und Wirtschaft Baden-Württemberg übergeben.

### Rektoren
Folgende – noch unvollständige – Liste führt die Rektoren der HfG auf:
- 1903–1946: Walter Klein
- 1946–1970: Walter Lochmüller
- 1972–1979: Karl Dittert
- 1979–1991: Wilfried Reinke
- 1991–1999: Harald Stetzer[12]
- 1999–2003: Wilfried Reinke
- 2003–2015: Cristina Salerno[13]
- 2015–2022: Ralf Dringenberg
  - 2021 gewählt und nicht angetreten Detlef Rahe[14][15]
- 2023–heute: Maren Schmohl

## Studiengänge

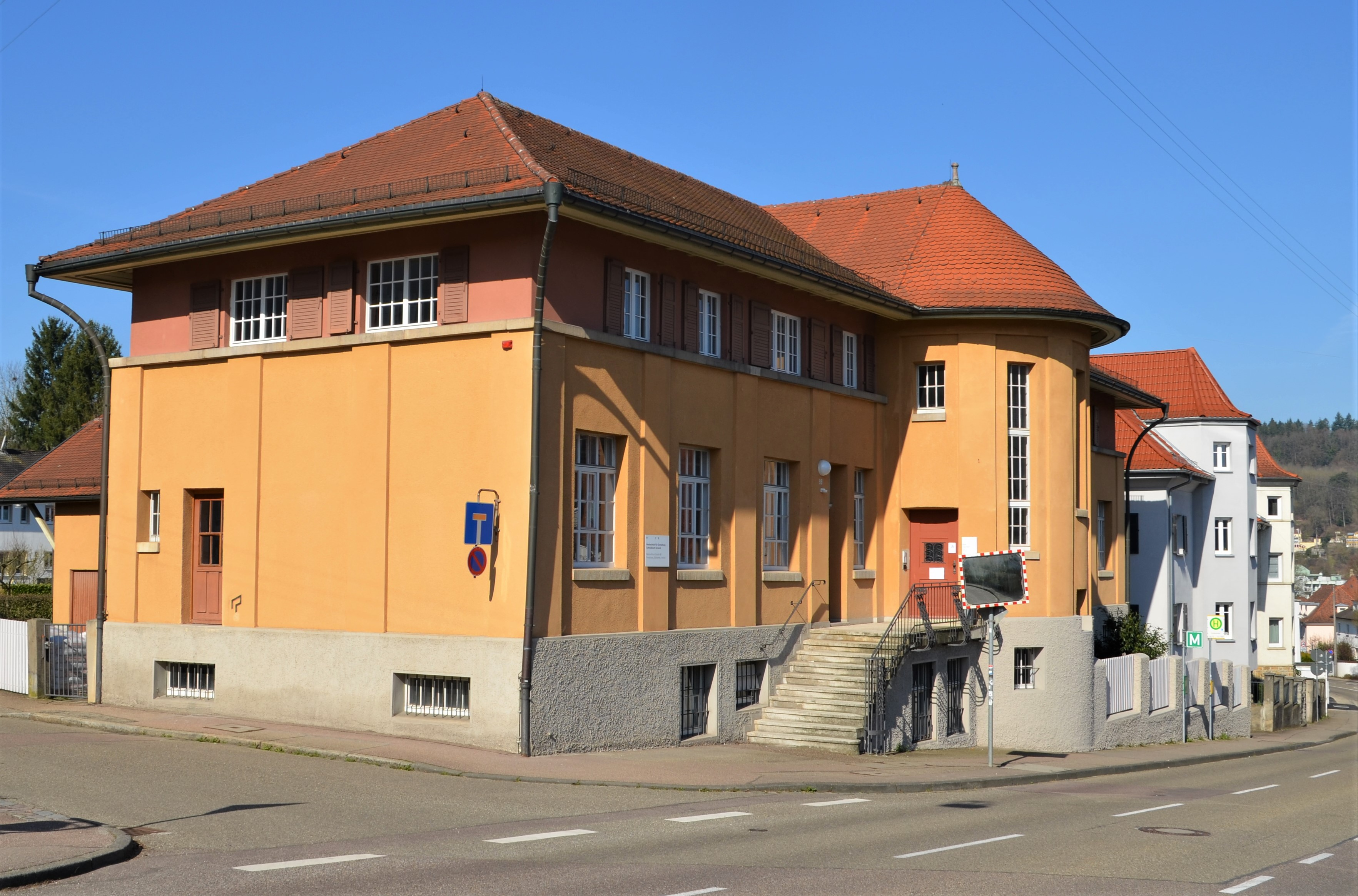
Nebengebäude (Bibliothek) in der Rektor-Klaus-Straße

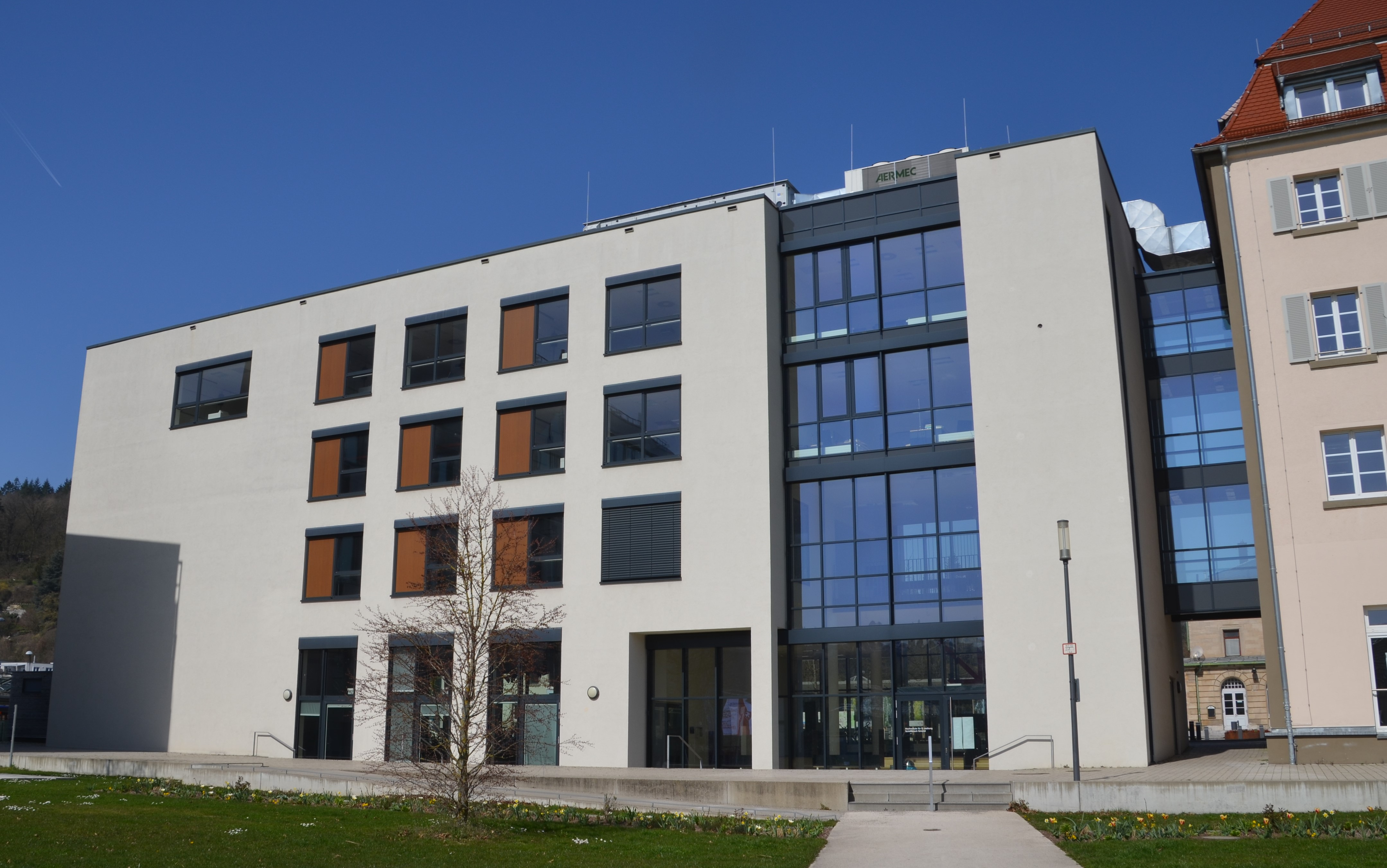
Standort am Bahnhof Schwäbisch Gmünd, Ansicht vom Remspark

- Interaktionsgestaltung (Interaction Design) (Bachelor)
- Digital Product Design and Development (bis 2023 Internet der Dinge – Gestaltung vernetzter Systeme – Bachelor; auslaufend)
- Kommunikationsgestaltung (Communication Design) (Bachelor)
- Produktgestaltung (Product Design) (Bachelor)
- Strategische Gestaltung (Master)

Seit 2004 werden die Bachelor-Studiengänge Kommunikations- und Produktgestaltung angeboten, 2007 folgte die Interaktionsgestaltung. 2014 nahm das Masterprogramm Strategische Gestaltung den Studienbetrieb auf und ersetzte die zuvor separierten Masterprogramme Communication Planning and Design und Product Planning and Design. Seit 2015 bietet die Hochschule in Kooperation mit der Hochschule Aalen als erste Hochschule im deutschsprachigen Raum den Bachelorstudiengang Internet der Dinge. Gestaltung vernetzter Systeme an, der 2023 in Digital Product Design and Development umbenannt wurde. Die Einstellung des letztgenannten Studiengangs wurde 2024 beschlossen. Er ist derzeit auslaufend. Alle fünf Studiengänge sind akkreditiert. 
Die Studierenden befassen sich in den gestalterischen Grundlagenfächern mit den Kategorien Fläche und Raum, Licht und Farbe, Zeit und Bewegung und erfahren so die gesetzmäßigen Zusammenhänge von Wahrnehmung und Gestaltung. Im Fokus stehen hier konstruktives und freies Zeichnen, Typografie, Fotografie, Film und Multimedia. Die angebotenen Lehrstoffe sind u. a. Design- und Medientheorie, Soziologie, Design Thinking, Systemtheorie, Ökologie und Umweltwissenschaft, Material- und Produktionstechniken, Semiotik und Wahrnehmungstheorie, Projektplanung und -management.

## HfG Design Campus
Der „HfG Design Campus“ ist ein Schnupperstudium, das seit 2007 angeboten wird. Dabei gewährt die Hochschule Schülern praxisnahe Einblicke in den Hochschulalltag und eine Berufsorientierung.